# سيلينا إسلام
سيلينا إسلام (المعروفة أيضًا باسم سالينا إسلام بابول) هي سياسية من رابطة عوامي في بنغلاديش وصاحبة مصنع. وهي عضو في برلمان بنغلاديش الحالي مُنتخبة كمرشحة مستقلة من مقعد المرأة المحجوز-49.

## حياتها
ولد سيلينا في قرية سوناكاندا في ميجنا أوبازيلا من محافظة كوميلا. وهي مُتزوجة من النائب محمد شهيد إسلام المُنتخب عن دائرة لاكشميبور-2.

## المسيرة والسياسة
سيلينا هي صاحبة مصنع ومُغتربة في الكويت. وهي نائبة رئيس منطقة كوميلا الشمالية في رابطة بنغلاديش عوامي. تم انتخابها كمرشحة مستقلة من مقعد المرأة المحجوز رقم 49 في الحادي عشر من البرلمان البنغلاديشي. أدت شيرين شارمين شودري اليمين لها في 20 فبراير 2019.